# 希望ヶ丘の人びと
『希望ヶ丘の人びと』（きぼうがおかのひとびと）は、重松清の小説。
小学館の『週刊ポスト』において、2006年12月8日号から2008年5月23日号まで連載された。小学館から2009年に単行本、2011年に小学館文庫版（上下巻）が発売された。2015年には、講談社から講談社文庫版（上下巻）が発売された。
がんで妻を亡くした男性が子供2人と共に、妻が暮らしていた町で再出発したものの、上手く町になじめずに苦悩しながらも、町の人たちとの交流を深めていく物語である。
2016年、WOWOWでテレビドラマ化された。

## あらすじ
田島は、この春に中学3年生になる娘の美嘉、小学5年生になる息子の亮太と一緒に、「希望ヶ丘」という街に引っ越してくる。2年前、妻の圭子に子宮がんが見つかり、静かに息を引き取った。圭子は生前、小学5年生から中学3年生まで過ごした希望ヶ丘に帰りたがっていた。美嘉と亮太が、「お母さんの好きだった街に住みたい」と提案したのだった。
田島は希望ヶ丘で進学塾を開く。希望ヶ丘には今も、圭子の親友の藤村香織、圭子が通っていた書道教室の先生・本條瑞雲、圭子に片思いしていた宮嶋、そして圭子の初恋の人・エーちゃんが暮らしていて、田島は彼らと交流を深めていく。
しかし、塾の生徒は一向に集まらない。田島は不良が集まる湾岸中学校の生徒・マリアから、「希望ヶ丘はダメになっていく子には冷たい街」と聞かされる。ほどなくして美嘉も、希望ヶ丘のことを「あんまり好きじゃない」と言い出す。田島はニュータウン・希望ヶ丘が抱える問題に向き合っていく。

## 登場人物
「私」 / 田島（たじま）
40歳。妻の死をきっかけに会社を早期退職し、妻が生まれ育った希望ヶ丘に娘の美嘉と息子の亮太と共に引っ越す。希望ヶ丘でフランチャイズ制の進学塾「栄冠ゼミナール」の教室長となるが、なかなか生徒が集まらずに悩む。
田島圭子（たじま けいこ）
「私」の1歳年上の妻。旧姓は「松山」。中学教師。2年前に子宮がんで亡くなった。芯が強くて心優しい女性であった。
田島美嘉（たじま みか）
「私」と圭子の娘で、希望ヶ丘中学校の3年生。クールで現実的。亡き圭子に代わって家事を行うしっかり者。
田島亮太（たじま りょうた）
「私」と圭子の息子で、希望ヶ丘小学校の5年生。甘えん坊な性格。希望ヶ丘では、母親の圭子の思い出を辿る日々を送る。
加納（かのう）
栄冠ゼミナールの「私」の地区の統括責任者。塾の生徒が集まらないことに辛辣な態度をとる。
藤村香織（ふじむら かおり）
圭子の幼なじみで、「フーセン」というあだ名で呼ばれていた。希望ヶ丘で夫と不動産屋を営む。
藤村ダンナ
香織の夫。弾き語りが趣味の、心優しき男性。
宮嶋泰斗（みやじま やすと）
希望ヶ丘中学校の3年生で、美嘉の同級生。無口で自分の意見を言わず、親の言いなりになっている。
宮嶋パパ
泰斗の父。中学時代の圭子の同級生で、生徒会長だった。中学時代は圭子に一方的に好意を抱いていた。
宮嶋ママ
泰斗の母。典型的な恐妻で、息子である泰斗に過度な期待をしている。
本條瑞雲（ほんじょう ずいうん）
圭子が小学生の頃に通っていた書道教室の先生。80代の頑固なおじいさん。「本條瑞雲」は号で、本名ではない。
チヨ
瑞雲の妻。小柄なおばあさん。少し変わり者の夫を支える優しい妻。
阿部和博（あべ かずひろ）
希望ヶ丘で色々な店を経営する、圭子の初恋の男性。昔は不良で「エーちゃん」と呼ばれていた。矢沢永吉を愛している。
阿部真理亜（あべ まりあ）
通称「マリア」。湾岸中学校の3年生。和博の娘。母親はアメリカ人で、マリアが物心つく前に他界している。
伊藤翔太（いとう しょうた）
通称「ショボ」。希望ヶ丘中学校の卒業生。瑞雲の孫。マリアに服従している。

## 書誌情報
- 単行本：2009年1月、小学館、ISBN 978-4-09-379797-9
- 文庫本：2011年5月、小学館文庫、ISBN 978-4-09-408612-6（上） / ISBN 978-4-09-408613-3（下）
- 文庫本：2015年11月、講談社文庫、ISBN 978-4-06-293258-5（上） / ISBN 978-4-06-293259-2（下）

## テレビドラマ
2016年7月16日から8月13日まで毎週土曜 22時 - 23時にWOWOWプライムの「連続ドラマW」で放送された。全5話。主演は沢村一樹。

### キャスト
- 田島徹 - 沢村一樹
- 田島圭子 - 和久井映見[4]（中学時代：ついひじ杏奈[5]）
- 田島美嘉 - 桜田ひより[4]
- 田島亮太 - 二宮慶多[4]
- 藤村 - 六角精児
- 藤村香織 - 伊藤かずえ[4]（幼少期：星屋美羽[6]）
- 宮嶋 - 宮川一朗太
- 宮嶋里美 - 中島ひろ子
- 吉岡 - やついいちろう
- 本條瑞雲 - 平泉成[7]
- 本條チヨ - 岩本多代
- 阿部和博 - 寺脇康文

### スタッフ
- 原作 - 重松清 『希望ヶ丘の人びと』（講談社文庫刊）
- 脚本 - 岡田惠和
- 監督 - 深川栄洋
- 音楽 - 平井真美子
- プロデューサー - 岡野真紀子（WOWOW）、渡辺亮介（大映テレビ）
- 制作協力 - 大映テレビ
- 制作著作 - WOWOW

### 放送日
| 各話   | 放送日  |
| ------ | ------- |
| 第一話 | 7月16日 |
| 第二話 | 7月23日 |
| 第三話 | 7月30日 |
| 第四話 | 8月06日 |
| 最終話 | 8月13日 |

### 関連商品
DVD・BD
『希望ヶ丘の人びと』Blu-ray/DVD BOX
発売：2017年1月6日、ポニーキャニオン。

サウンドトラック
WOWOW 連続ドラマW『希望ヶ丘の人びと』オリジナルサウンドトラック
平井真美子（音楽）、 SOUND INN STUDIOS。
発売：2016年8月12日。
| WOWOW 連続ドラマW 土曜オリジナルドラマ                                           | WOWOW 連続ドラマW 土曜オリジナルドラマ       | WOWOW 連続ドラマW 土曜オリジナルドラマ |
| 前番組                                                                           | 番組名                                       | 次番組                                 |
| -------------------------------------------------------------------------------- | -------------------------------------------- | -------------------------------------- |
| グーグーだって猫である2 〜good good the fortune cat〜 （2016年6月11日 - 7月9日） | 希望ヶ丘の人びと （2016年7月16日 - 8月13日） | 賢者の愛 （2016年8月20日 - 9月10日）   |